# Concin (Adelsgeschlecht)

Gemehrtes Wappen der Concini

Wappen von Concino Concini

Concin (alternative Schreibweise Conzin; italienisch Concini) ist ein italienisches und österreichisches Adelsgeschlecht, das in den Freiherren- und Grafenstand erhoben wurde. Die Grafen von Concin sind 1713 im Mannesstamm erloschen. Die Concini bestehen gegenwärtig fort. Es wird angenommen, dass zwischen den Concini Conti della Penna (mit drei Straußenfedern als Wappen) und den Grafen von Concin (mit Stern und Halbmond als Wappen) eine Stammverwandtschaft bestand, oder nur eine zufällige Namensgleichheit. Letztere Linie führte ebenfalls den Titel Conte della Penna und besserte ihr Wappen um drei Straußenfedern.

## Concini Conti della Penna
Die Concini sind ein altes toskanisches Adelsgeschlecht. 1238 erscheint ein "Guido Signor di Bagnena, da cui discendono gli Alberti, e Concini". 1337 und 1342 nannte sich Jacob Concini in Urkunden als Conte della Penna. Weitere Namensträger waren 1389 Peter und Lorenz sowie 1401 und 1407 Bartholomäus Concini. Von 1455 bis ca. 1463 lebte Johann Baptist Concini als Florentiner Patrizier. Aus der Ehe von Bartholomäus mit Margaretha Bartoli stammte neben zwei Töchtern als einziger Sohn Johann Baptist (II.) Concini, der zwischen 1512 und 1517 in Arezzo den Palazzo Guafagni kaufte und dort Nachkommen hinterließ. Am 25. Februar 1576 erhielt der großherzogliche, florentinische Gesandte am kaiserlichen Hof, Johann Baptist Concin Graf von Penna das kleine Palatinat in Primogenitur und eine Wappenbesserung.

### Persönlichkeiten
- Bartolomeo Concini (1507–1578), Jurist und erster Sekretär des Großherzogs Cosimo I. de’ Medici
- Concino Concini (um 1575–1617), französischer General, Marschall von Frankreich
- Corrado de Concini (* 1949), italienischer Mathematiker
- Ennio De Concini (1923–2008), italienischer Drehbuchautor

## Freiherren und Grafen von Concin

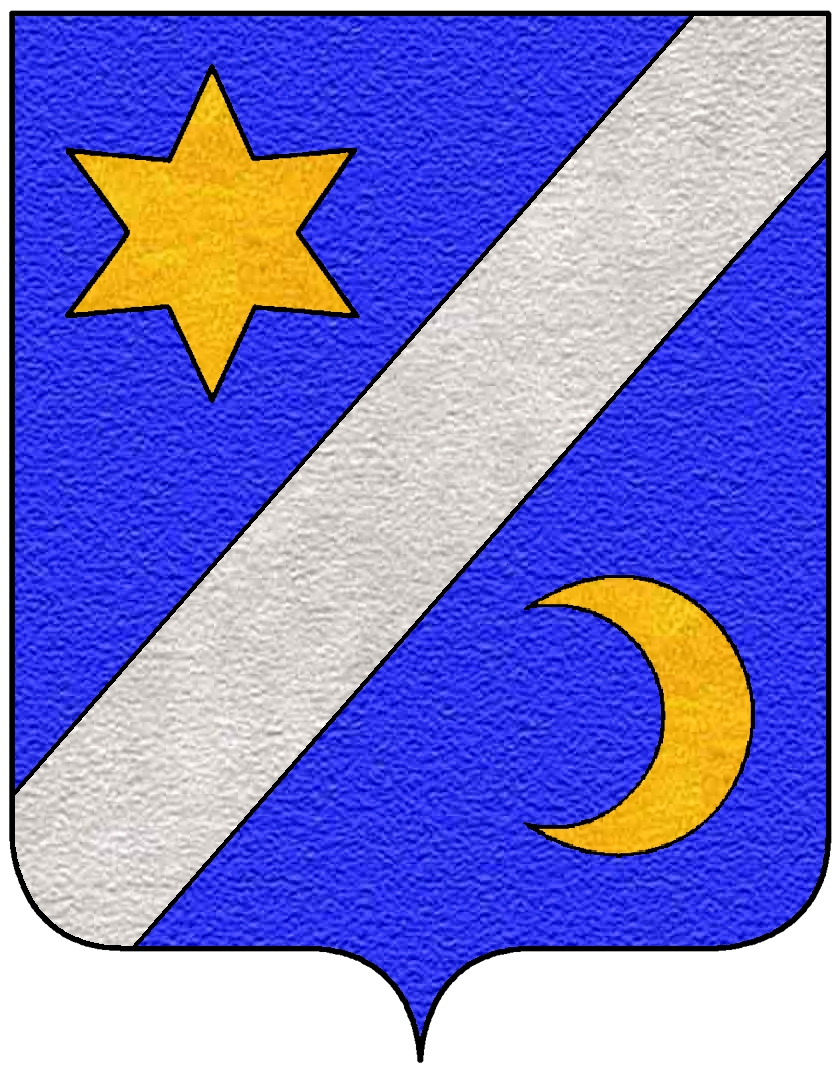
Wappen der Concin

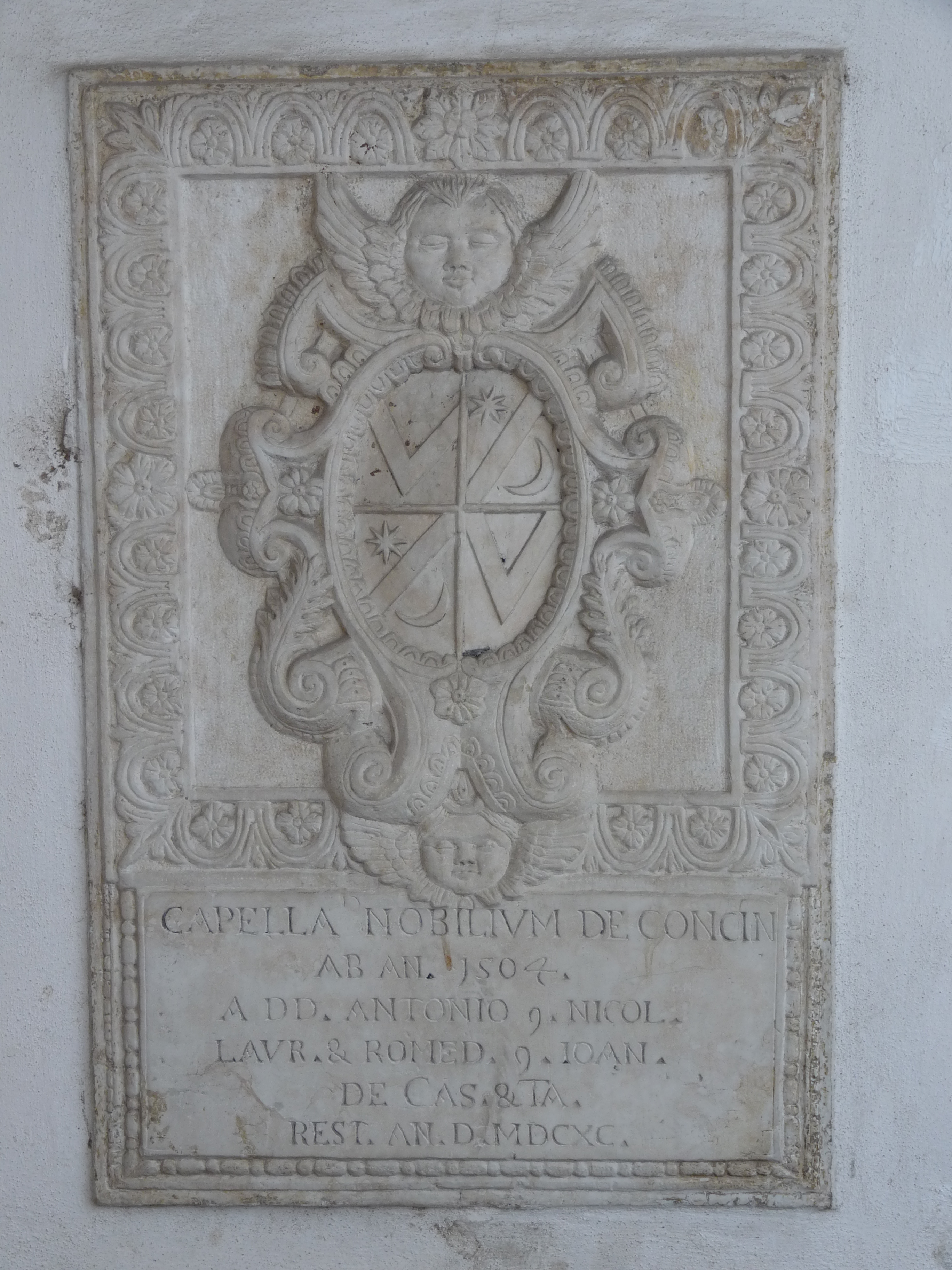
Grabstein in San Marco in Trient

Älteren Quellen zufolge soll der Bruder von Bartholomäus, Anton de Concinis von der Toskana nach Welschtirol gezogen sein und dort im Nonstal um 1449 Catharina oder Christina von Malgoll, der letzten ihres Geschlechts geheiratet haben. Nach Ausserer erlangten am 10. Februar 1425 die Brüder Anton und Gerhard Concin, Söhne des Notares Heinrich von Casez, die Freiung über einen Turm mit Wald, Wiesen, Garten in der Nähe von Malgolo, die sie von dem Notar Nicolaus, Sohn des Notares Paul von Fondo als freies Eigentum gekauft hatten. Kaiser Maximilian I. erlaubte am 12. Dezember 1496 Niklas Concin das heimgefallene Wappen der ausgestorbenen Herren von Malgolo seinem eigenen beizufügen. Bischof Bernhard von Cles bestätigte am 11. September 1534 dem Sohn von Niklas, Jakob Concin die alten Privilegien. Seine einzige Tochter und Erbin Bona von Malgolo heiratete den bischöflichen Rat und kaiserlichen Milizhauptmann Pantaleone von Leone. Am 12. Dezember 1569 bestätigte man ihr und ihren Nachkommen die Freiung ihres Edelsitzes, welches Privileg am 20. Juni 1633 für den bischöflichen Kämmerer Bonifatius Betta von Malgolo erneuert wurde.
1607 erlangten die Brüder Cyprian († 24. Mai 1621, als letzter seiner Linie) und Conrad von Concin den Freiherrenstand. Nikolaus von Concin gründete die niederösterreichische Linie. Durch seine Ehe mit Lucia von Dross, letzte ihrer Familie, erbte er die Herrschaft Droß bei Krems. Zudem brachte Catharina Müllwanger ihrem Ehemann Anton von Concin das Gut Wocking zu. Christoph von Concin, Herr zu Droß und Wocking, verheiratet mit Maria Salome von Rosseck aus Kärnten, wurde 1566 in den niederösterreichische Ritterstandsmatrikel immatrikuliert. Am 30. März 1582 erfolgte die Bestätigung der adligen Freiheiten, sowie der von Kaiser Maximilian I. dem Ahnenherren Niklas Concin genehmigte Wappenvereinigung und Namensänderung in Concin. Am 24. April 1608 bestätigte der Kaiser in Prag dem kaiserlichen Reichshofrat und Ritter Ferdinand Freiherr von Concin, sowie dessen Brüdern und Vettern Johann Volkrad, Johann Ulrich und Georg Christoph Concin das durch die Vereinigung mit dem uradeligen Geschlecht derer von Rosenegg gebesserte, freiherrliche Wappen. 1645 erlangten die Brüder Ehrenreich Christoph, Johann Sigismund, Carl Volkhard und Johann Ulrich von Concin den erblichen Reichsgrafenstand. Die gräflich-österreichische Linie ist mit dem k. k. Geheimrat, obersten Silberkämmerer und Obersthofmeister Erzherzogin Maria Elisabeth, Johann Volkhard Graf von Concin, Comitibus de Penna, Freiherr von Wocking, Wildenstein und Droß († 25. Januar 1713 in Wien) erloschen, der in der Wiener Augustinerkirche begraben liegt.

### Besitzungen
- Altspaur
- Droß
- Engelhartstetten
- Kemmelbach
- Malgolo
- Niederweiden
- Reudenburg
- Weichselbach
- Weinzierl
- Weißenburg
- Wiesenburg
- Wildenstein
- Wocking

### Wappen

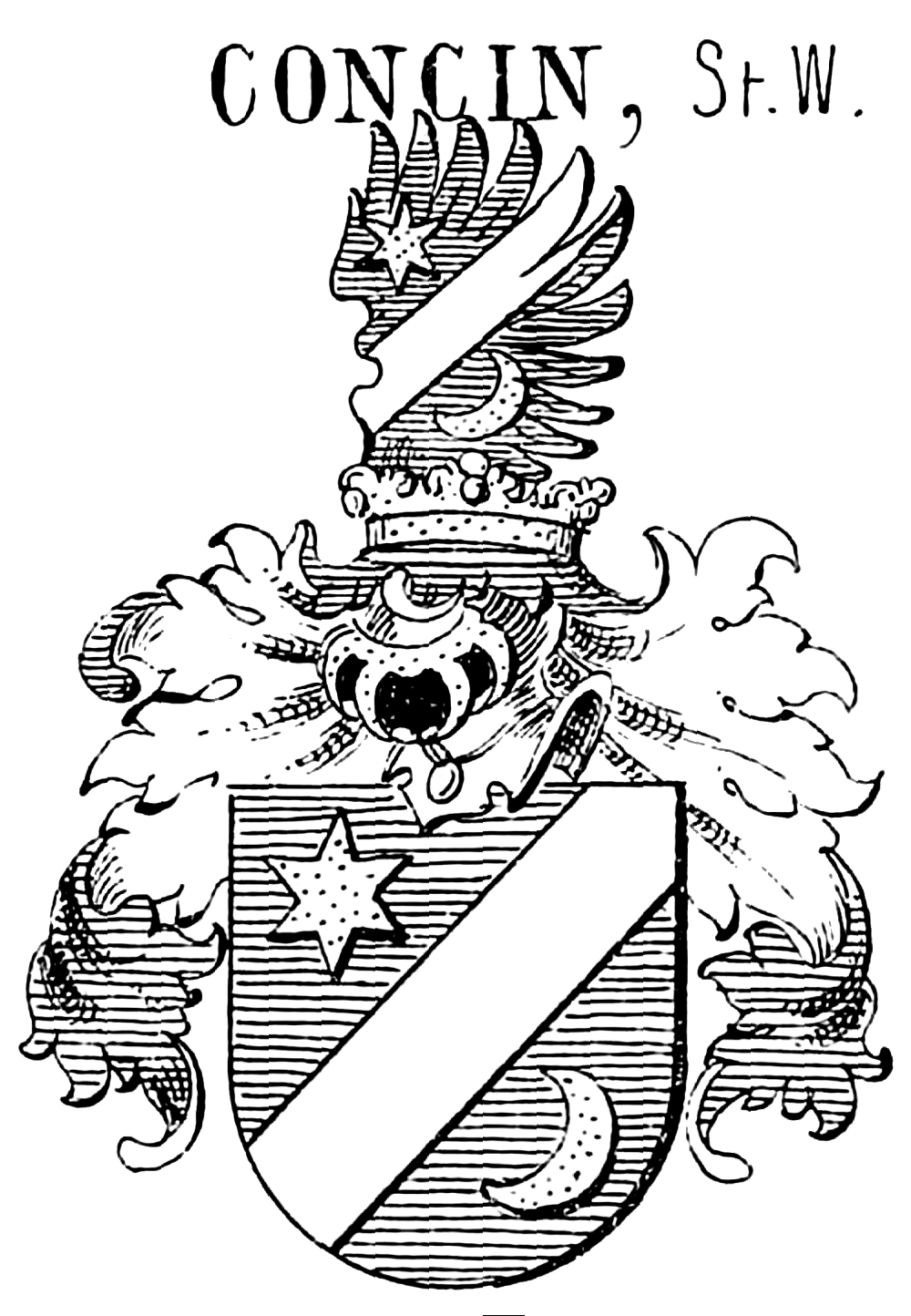
Stammwappen
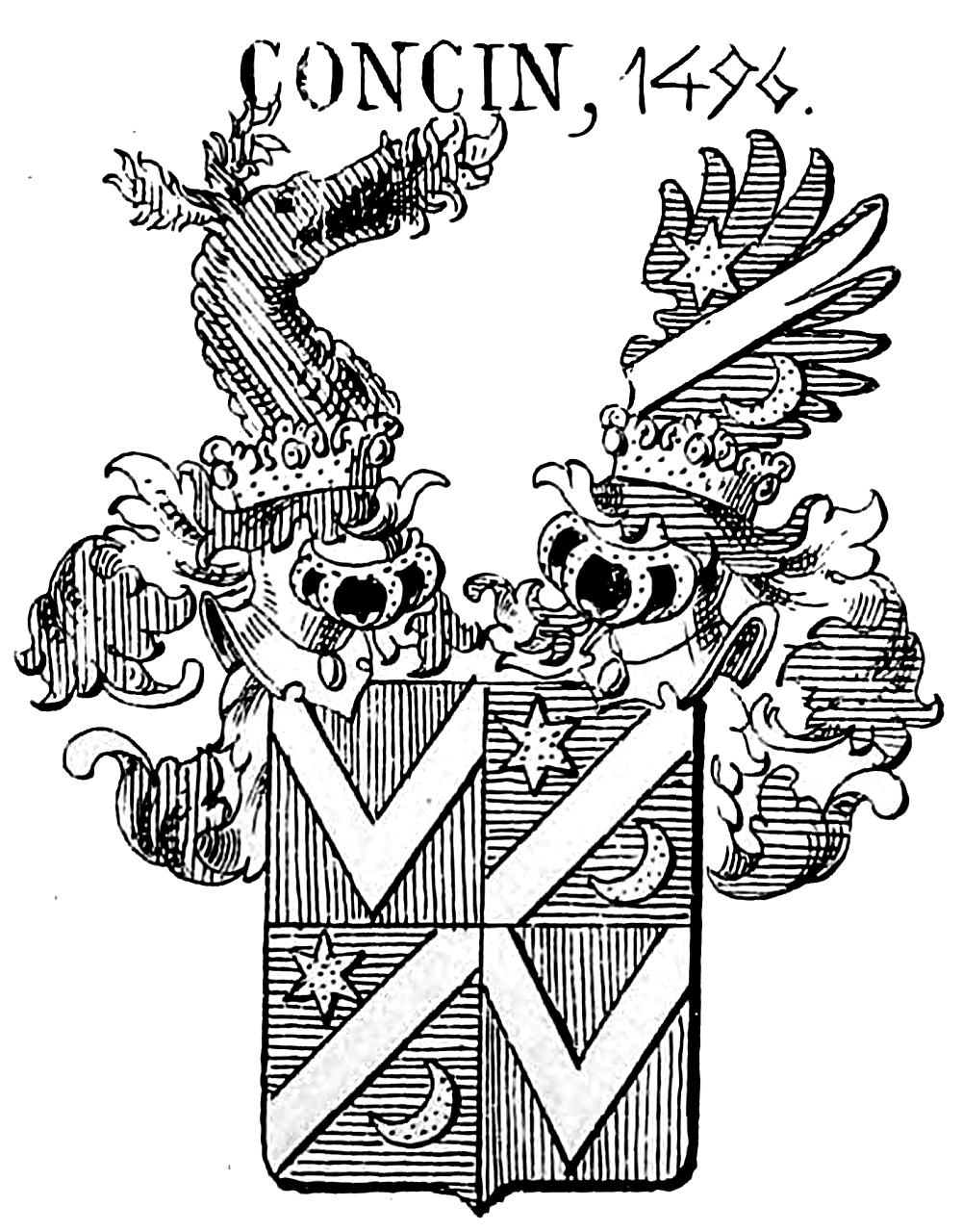
Wappen von 1496
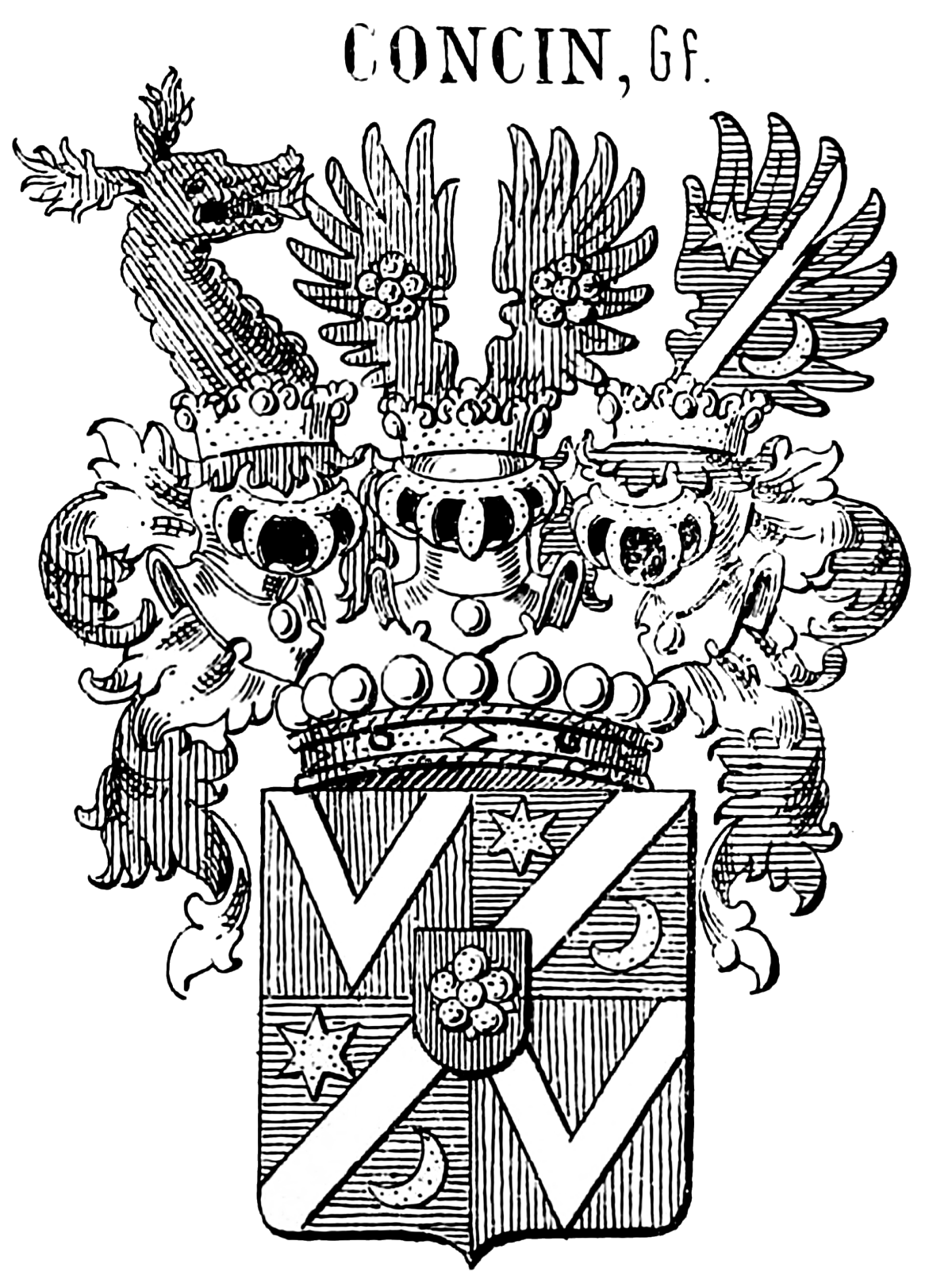
Grafenwappen
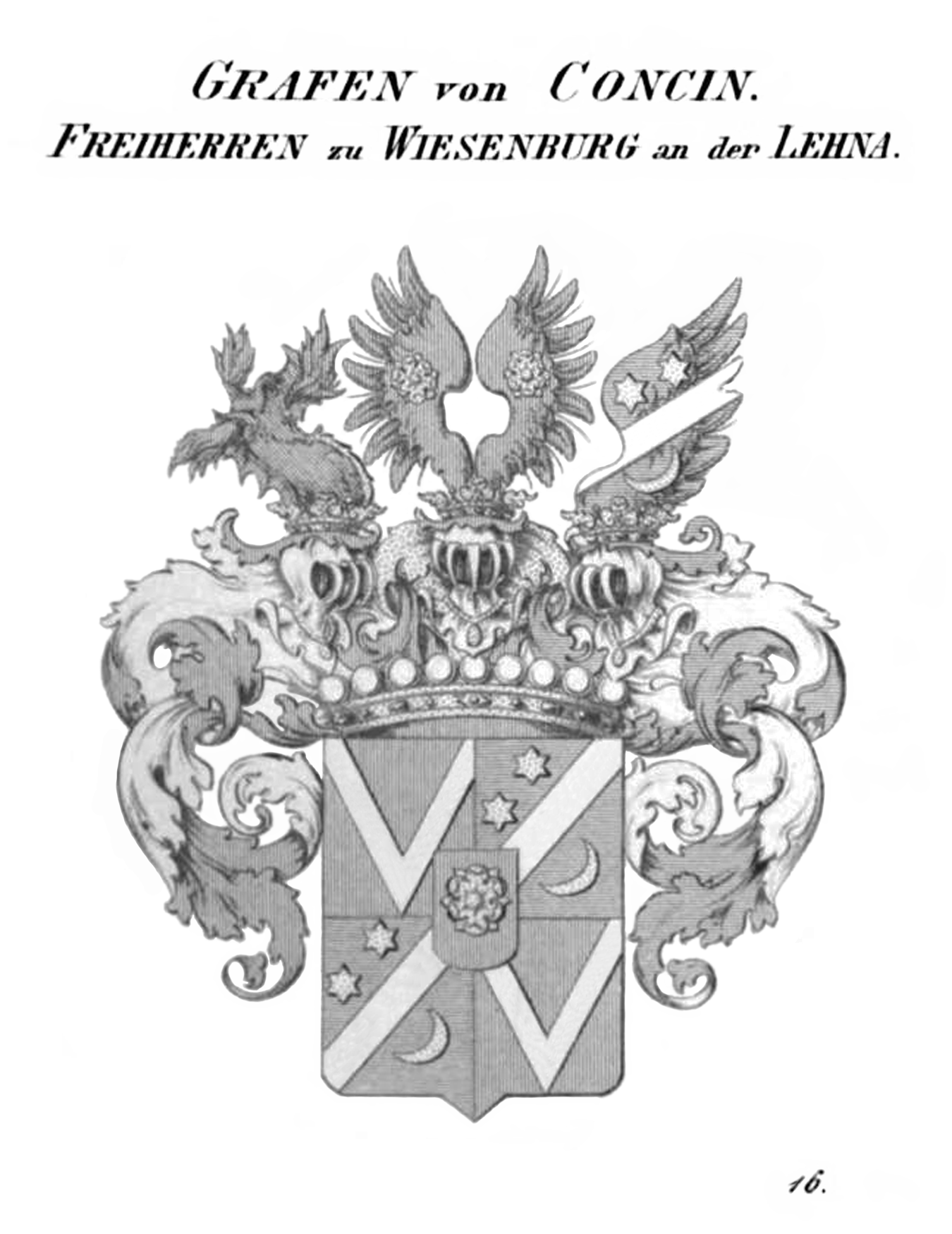
Grafenwappen

### Stammtafel
1. Johann Baptist Concini, Patrizier von Florenz
  1. Bartholomäus Concini, ⚭ Margaretha Bartoli 
    1. Johann Baptist (II.) Concini

  2. Anton de Concinis, ⚭ um 1449 Catharina bzw. Christina von Malgoll
    1. Johann Baptist von Concin
    2. Bartholomäus (III.) von Concin zu Malgoll und Altspaur, ⚭ Anna Melchiori
      1. Sigismund von Concin zu Malgoll, ⚭ Maria Magdalena de Porta 
        1. Christoph von Concin, 1567 landesfürstlicher Rat, ⚭ Felizitas von Glöß
          1. Sigismund Georg von Concin, starb jung
          2. Johann Conrad von Concin, ⚭ 1572 Barbara von Morenberg
            1. Christoph von Concin († 1604), ⚭ NN von Brandis
            2. Cyprian von Concin zu Malgoll († 1621), Hofkriegsrat, seit 1607 Freiherr, ⚭ Elisabeth von Heyßberg
            3. Conrad von Concin, seit 1607 Freiherr

          3. Christina von Concin, starb jung

        2. Matthäus von Concin
        3. Georg von Concin
        4. Sigismund von Concin
        5. Catharina von Concin
        6. Martha von Concin, ⚭ 1.) Johann von Morenberg, ⚭ 2.) Anton von Coreth
        7. Anna Maria von Concin, ⚭ Peter von Riccordin zu Neun
        8. Magdalena von Concin, ⚭ Johann Jakob Freiherr von Welsberg

      2. Veit von Concin
      3. Thomas von Concin zu Altspaur, ⚭ Elisabeth Vintler von Platsch
      4. Conrad von Concin, ⚭ Martha Meßner von Runkelstein

    3. Nikolaus von Concin zu Cossez und Malgoll, ⚭ Lucia von Droß 
      1. Anton von Concin zu Droß und Wocking, 1540 kaiserlicher Regimentsrat, ⚭ 1527 Catharina Müllwanger 
        1. Christoph von Concin zu Droß, Wocking, Wildenstein und Perwarth, ⚭ Maria Salome von Rosseck
          1. Johann Ehrenreich von Concin zu Droß, Wocking, Wildenstein und Weinzierl († 1586), 1578 Landschaftskommissar, ⚭ Anna Maria Fernberger
            1. Johann Ehrenreich von Concin (* 1569), starb jung
            2. Maria Genovefa von Concin (* 1570), ⚭ 1.) Christoph Adolph von Teufel zu Guntersdorf, ⚭ 2.) Ferdinand Balthasar Graf von Meggau
            3. Maria Elisabeth von Concin (* 1571), ⚭ Johann Friedrich von Dörr zu Deutschaltenburg
            4. Maria Polyxenia von Concin (* 1573), ⚭ Wilhelm von Grünberg
            5. Johann Friedrich von Concin (* 1574; † 1598), in Prag erstochen
            6. Johann Volkhard von Concin (* 1575; † 1628) auf Droß zu Wocking, Weinzierl, Weichselbach und Wildenstein, seit 1607 Freiherr, seit 1613 niederösterreichischer Herrenstand,[9] ⚭ 1.) 1607 Potenziana von Enzianer,  ⚭ 2.) 1623 Felizitas Freiin von Auersberg
              1. Helena Potenzia von Concin
              2. Georg Friedrich von Concin, starb jung
              3. Wolfgang Adam von Concin, 1632 Leutnant
              4. Ehrenreich Christoph von Concin de Penna, Freiherr zu Weissenburg, zu Weichselbach, Wocking, Wildenstein, Weinzierl, Reudenburg und Kemmelbach, Hauptmann,[10] kaiserlicher Kämmerer und Hofkammerrat, seit 1645 Reichsgraf, ⚭ 1637 Maximiliana Freiin von Zinzendorf
                1. Johann Volkhard Graf von Concin de Penna, Freiherr von Weissenburg, zu Reusschloss, Weichselbach, Wocking und Wildenstein († 1713), kaiserlicher Geheimrat, Kämmerer und Hofkammerrat, von 1691 bis 1695 Hofkammervizepräsident, seit 1705 Obersthofmeister,[11][12][13] ⚭ Maria Catharina Reichsgräfin Truchsess von Waldburg zu Scheer († 1720), kaiserliche Hofdame und Sternkreuzordensdame
                2. Christoph Ferdinand Graf von Concin, Regimentsoberstleutnant, 1680 k. k. Kämmerer
                3. Anna Elisabeth von Concin
                4. Maria Barbara von Concin
                5. Catharina Johanna von Concin († 1682), starb in St. Pölten im Kindbett, ⚭ Otto Helfried Freiherr von Kaiserstein, kaiserlicher Hauptmann

              5. Johann Sigismund von Concin, starb jung
              6. Carl Volkhard von Concin, starb jung
              7. Anna Potenzia von Conin, starb jung
              8. Anna Maria von Concin
              9. Elisabeth von Concin
              10. Felizitas von Concin

            7. Gertraud von Concin (* 1578), ⚭ 1608 Hans Ludwig von Geymann
            8. Christoph Ferdinand von Concin (* 1579; † 1600), starb in Ungarn
            9. Anna Susanna von Concin (* 1581), starb jung

          2. Johann Christoph von Concin zu Droß, auf Wocking und Wildenstein, Kämmerer, kaiserlicher Feldhauptmann in Ungarn († 1596), fiel im Türkenkrieg, ⚭ 1.) Barbara Freiin von Prösing († 1587), ⚭ 2.) 1588 Barbara von Pranckh 
            1. Maria Maxentia von Concin, starb jung
            2. Johann Ulrich Freiherr von Concin, Comitibus de Penna, Freiherr auf Wocking, Wildenstein, Droß, zu Weinzierl, Engelhartstetten und Niederweiden, seit 1645 Reichsgraf, 1647 vor den Landständen als Lutheraner bekannt, ⚭ 1.) Elisabeth von Dörr († 1629), ⚭ 2.) 1632 Sabina Freiin von Polheim (* 1607)
              1. Regina Elisabeth von Concin, Obersthofmeisterin, ⚭ Mathias Händl von Gobelsburg
              2. Anna Rosina von Concin († 1709), ⚭ Julius Friedrich von Wolfskehl auf Reichenberg und Lindfuhr, Hofratspräsident des Markgrafen von Brandenburg-Ansbach († 1703)
              3. Johann Ernst Graf von Concin, Comitibus de Penna, Freiherr auf Wocking, Wildenstein, zu Niederweiden und Engelhartstetten, kaiserlicher Kämmerer, ⚭ Anna Catharina Magdalena Freiin von Gienger
                1. Johann Anton Graf von Concin de Penna († 1712), ⚭ Maria Anna Theresia Gräfin von Enckewirdt

              4. Maria Eleonora von Concin, ⚭ Friedrich Freiherr von Metzsch, königlich-polnischer und kursächsischer Kämmerer
              5. Johann Friedrich Graf von Concin († 1667), starb auf einer Reise in Frankreich

            3. Georg Christoph von Concin (* 1592; † 1618), starb unverheiratet
            4. Johann Gabriel von Concin (* 1595), 1620 in Brandenburg-Bayreuth
            5. Regina Elisabeth von Concin, ⚭ Otto Christoph Freiherr von Teufel zu Guntersdorf
            6. Ursula Catharina von Concin, ⚭ Wilhelm Freiherr von Greiß zu Wald

          3. Ferdinand von Concin, Freiherr von Weissenburg, zu Peerwart, Weichselbach, Strannersdorf und Waltersdorf  (* 1552; † 1612), 1597 Landesuntermarschallamtsverwalter, kaiserlicher Rat, 1605 Reichshofrat, seit 1607 Freiherr, ⚭ Ursula Petronella von Gienger
            1. Johann Jakob Freiherr von Concin zu Weichelbach und Haidersdorf, ⚭ 1617 Catharina von Tyriach
            2. Reichard von Concin, starb jung
            3. Maria Barbara von Concin, starb jung
            4. Ferdinand Freiherr von Concin, starb jung
            5. Christoph von Concin
            6. Salome von Concin
            7. Maria Anna von Concin, ⚭ Johann Carl Freiherr von Egg, kaiserlicher Kämmerer
            8. Maria Ursula von Concin († 1647), ⚭ Johann Gottfried Freiherr von Greiffenberg zu Seisseneck
            9. Maria Margaretha Freiin von Concin, ⚭ Johann Baptist Freiherr von Weber zu Pisenberg und Petronell
              1. Ursula Freiin von Weber, erbte die Herrschaft Petronell, ⚭ NN Graf von Traun

            10. Maria Magdalena Freiin von Concin, ⚭ Wilhelm Eustach von Mamming zu Kirchberg
            11. Ferdinand von Concin
            12. Lucrezia von Concin

          4. Anna von Concin, ⚭ 1.) Friedrich Fernberger zu Egenberg, Erbkämmerer, ⚭ 2.) Georg Bayer zu Dürrnbach
          5. Polyxenia von Concin, ⚭ 1567 Daniel von Rechlingen, kaiserlicher Rat, Oberstküchenmeister
          6. Lucretia von Concin († 1611), ⚭ 1.) Sigismund von Hochenburg († 1599), Oberkämmerer, ⚭ 2.) Johann Baptist Graf von Ortenburg

      2. Ulrich von Concin, starb jung

    4. Jakob von Concin

  3. Matthäus Concini